# ストーストレム県

ストーストレム県
Storstrøms Amt

ストーストレム県（ストーストレムけん デンマーク語:Storstrøms Amt）はかつて存在したデンマークの地方行政区画（県）。デンマーク南東部、シェラン島南部とファルスター島、ロラン島、ムーン島等からなる。行政府所在地はニュクービン・ファルスタ。地方行政区画再編により、2006年12月31日をもって廃止され、翌2007年1月1日より、シェラン地域に組み入れられた。